# Centre international de recherche sur le cancer
Pour les articles homonymes, voir CIRC.
Le Centre international de recherche sur le cancer (CIRC), en anglais International Agency for Research on Cancer (IARC), est une agence intergouvernementale de recherche sur le cancer, créée en 1965 par l'Organisation mondiale de la santé (OMS) des Nations unies.
Depuis 2003, le centre fait partie du cancéropôle Lyon Auvergne-Rhône-Alpes (CLARA). En 2025, les États membres du CIRC sont au nombre de 29.
Le siège de l'organisation est situé 25, avenue Tony-Garnier, dans le 7e arrondissement de Lyon.

## Histoire

### Contexte de création
La création du CIRC est décidée en 1963 par Charles de Gaulle, alors président de la République française, à l'instigation d'un groupe d'intellectuels français animé par Emmanuel d'Astier de La Vigerie.
D'Astier de La Vigerie fit deux démarches auprès du président. Il relate les modalités de la première dans un article paru dans Le Monde le 21 novembre 1963, intitulé : « Libres opinions. Une requête ». Il raconte qu'il avait reçu depuis quelque temps au journal Libération des lettres pathétiques. « L'une d'elles émanait d'un homme qui, après un long combat dans la souffrance, avait vu mourir sa femme d'un cancer. L'auteur de cette lettre évoquait les actes politiques du journal, ses interventions en faveur de la paix, etc. et l'absence d'action contre le cancer. Il suggérait une stratégie nouvelle, qui pourrait avoir un caractère universel, comportant des prélèvements sur les énormes dépenses militaires. » L'auteur de la lettre était un journaliste niçois, Yves Poggioli, membre du Mouvement de la paix, une organisation créée au lendemain de la Seconde Guerre mondiale. Bouleversé par la perte de son épouse, il remuait ciel et terre à partir de fin février 1963 pour que soit créé un centre international de lutte contre le cancer dont le financement serait assuré par des fonds prélevés directement sur les budgets nationaux alloués à l'armement nucléaire.
D'Astier de La Vigerie se tourne alors vers de Gaulle, qu'il a rencontré pendant la guerre à la faveur de ses activités de Résistance.
Pour la deuxième démarche, un groupe est formé par d'Astier de La Vigerie, constitué des 12 personnalités françaises suivantes :
- Universitaires : Pierre Auger, Francis Perrin, Jean Hyppolite, François Perroux
- Ingénieurs : Pierre Massé, Louis Armand
- Financier : François Bloch-Lainé
- Écrivain et journaliste : François Mauriac
- Médecin cancérologue : Antoine Lacassagne
- Biologiste : Jean Rostand
- Ecclésiastique : Ambroise-Marie Carré
- Architecte : Le Corbusier

La requête est adressée à de Gaulle sous la forme d'une lettre ouverte publiée dans le journal Le Monde du 8 novembre 1963,, :

« Les soussignés demandent aux gouvernements des grandes puissances, qui actuellement reconnaissent la nécessité de la coopération internationale pour résoudre certains problèmes humains, de faire un geste immédiat et raisonnable au profit d'une stratégie universelle pour la vie. Il s'agit de mettre tout en œuvre pour parvenir à une mobilisation contre un des plus grands fléaux qui pèsent sur l'humanité : le cancer. Malgré certains succès thérapeutiques déjà importants, il n'y aura pas de victoire décisive sur le cancer tant que ne seront pas déterminés la nature du mal et le mécanisme de sa production. La victoire sur le cancer sera une grande victoire de l'homme. Un prélèvement dérisoire sur le budget des grandes puissances permettrait de mettre sur pied une institution internationale de lutte pour la vie, sous le contrôle effectif des organismes qualifiés de l'ONU et des savants cancérologues les plus incontestés. Les soussignés soulignent qu'une réduction d'un demi pour cent sur les budgets militaires des États-Unis, de l'URSS, de la Grande-Bretagne et de la France (réduction qui ne saurait modifier l'équilibre des puissances et qui pourrait être éventuellement consentie par d'autres puissances militaires) permettrait de multiplier par milliers le nombre des laboratoires, des chercheurs et des expériences. Ainsi seraient dégagés les moyens d'une stratégie universelle de la recherche sur la vie. Il ne suffit pas de congrès, de communications, de rencontres de discipline à discipline ; il faut un centre où puisse s'élaborer cette stratégie universelle qui s'impose. À l'institution serait confiée, par ailleurs, la tâche d'informer dans un langage simple, mais très exact, des progrès accomplis dans la recherche. L'opinion mondiale serait ainsi conduite à participer à une recherche et à un combat qui la concernent. Si les quatre chefs d'État des puissances désignées consentaient ce prélèvement dérisoire, le terme d'une victoire sur le cancer pourrait être avancé de nombreuses années. Nous nous adressons à la plus haute autorité de notre pays pour qu'elle donne en cette matière l'initiative à la France. »

De Gaulle répond immédiatement en adressant aux co-signataires la lettre suivante, :

« L'idée de promouvoir la recherche sur le cancer au sein d'une institution internationale procède d'une inspiration généreuse et je considère comme souhaitable que la France s'y intéresse. Il me paraît, en effet, conforme à ses traditions qu'elle s'engage dans une œuvre où se retrouve une triple vocation : la coopération entre les peuples, le progrès de la condition humaine et l'avancement des sciences. Aussi ai-je confié au ministre de la santé publique le soin de prendre toutes les initiatives nécessaires à cet égard. Je vous demande de le faire savoir à toutes les personnalités signataires avec vous du message qui m'a été adressé et vous prie de croire, mon cher Maître, à mes sentiments fidèlement dévoués. »

Cette lettre est transmise à Raymond Marcellin, ministre de la Santé publique et de la Population, lequel téléphone le 11 novembre 1963 au docteur Marcolino Gomes Candau, directeur général de l'OMS (en).

### Création

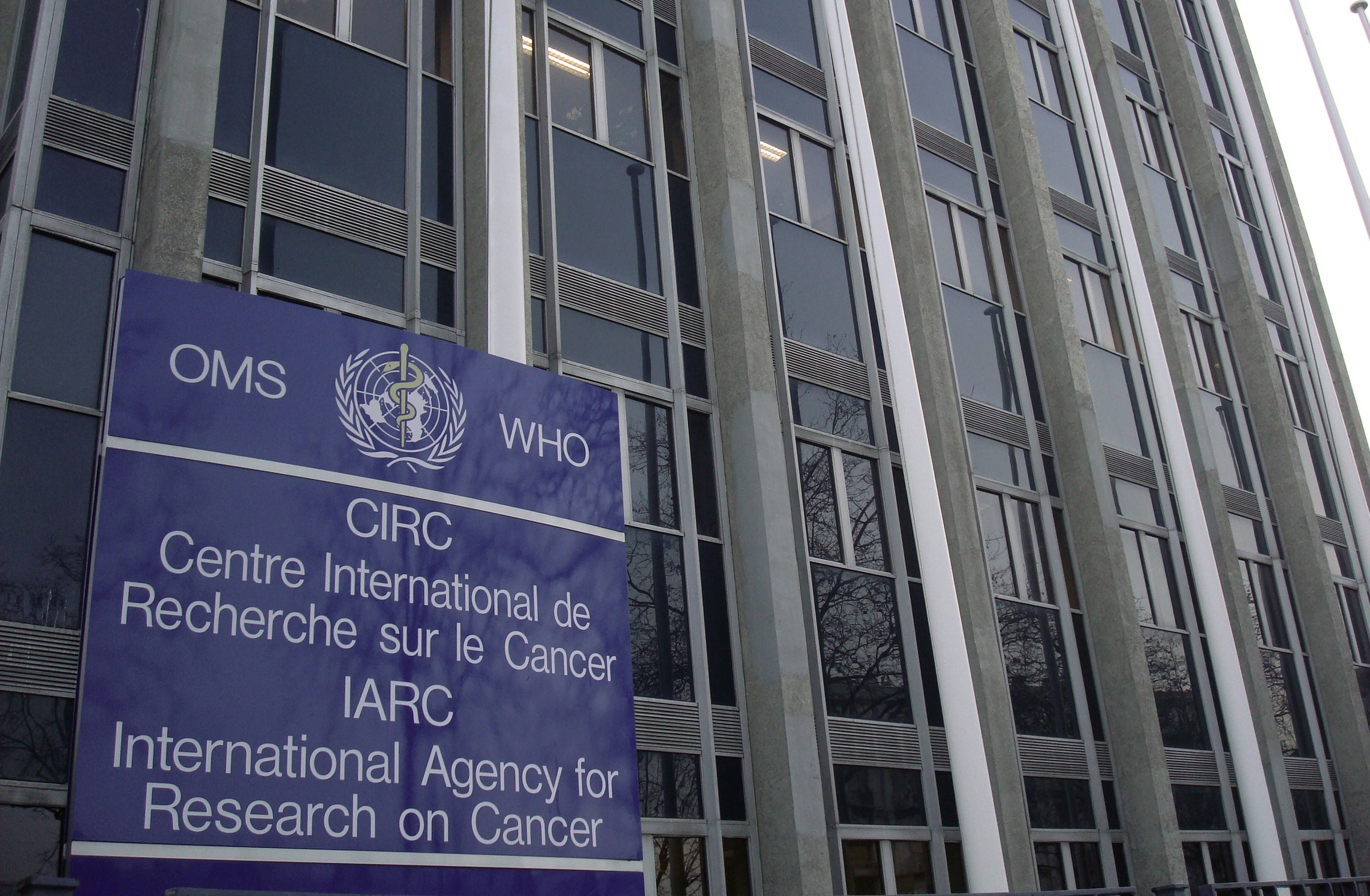
Panneau et tour du CIRC (ancien siège de la tour Guillot-Bourdeix dans le 8e arrondissement de Lyon)

Le projet a rapidement  gagné en puissance, et le CIRC a été créé le 20 mai 1965, sur une initiative française, par la résolution WHA18.44 de la 18e Assemblée mondiale de la santé (l'organe de décision de l'OMS, qui se réunit annuellement). Son statut est entré en vigueur le 15 septembre 1965, comme une extension de l'Organisation Mondiale de la Santé.
Le choix de Lyon a été fait en septembre 1965 par la résolution GC/1/R4 du Conseil de direction de l'organisation. Le bâtiment du siège du Centre lui a été fourni par son pays et par Lyon, sa ville d’accueil.
L'implantation  de l'organisation sur le territoire français fait l'objet d'un accord de siège signé à Paris le 14 mars 1967, approuvé par le Parlement français par une loi du 12 mai 1969, entré en vigueur le 2 mai 1970, publié par un décret du 9 juin 1970,, et enregistré auprès du Secrétariat des Nations unies le 14 août 1970.
L'organisation s'installe en 1972 dans la tour Guillot-Bourdeix, dans le 8e arrondissement de Lyon.

### Mission d'origine
Dès son origine, le CIRC a focalisé ses activités sur l'épidémiologie des cancers. Lors de la réunion fondatrice du conseil scientifique tenue du 30 mars au 2 avril 1965 à Lyon, le principe suivant est défini :  
« Le Comité estime que l'épidémiologie doit être la principale sphère d'action du Centre. L'existence d'importantes différences de l'incidence des cancers selon les populations doit retenir l'attention. Les recherches doivent porter en particulier sur le mode de vie, l'influence de l'environnement et du niveau socio-économique. Les recherches devront être conduites en liaison avec les organismes nationaux existants, le Centre coordonnant les efforts au plan international. Le Centre devrait concentrer son effort sur les projets suivants : 
- Établissement de registres du cancer.
- Recueil des données hospitalières anatomo-pathologiques, dans les pays où l'incidence réelle du cancer n'est pas connue.
- Investigations concernant l'incidence du cancer de l'estomac en relation avec l'alimentation, en particulier dans les régions où les aliments proviennent presque exclusivement d'une production locale.
- Investigations dans des régions définies, où l'incidence du cancer de l'œsophage est élevée, où les populations ont des caractéristiques sociales et culturelles particulières.
- Investigations sur le cancer primitif du foie et ses relations avec les aliments contaminés par des toxines fongiques.
- Investigations sur la répartition des divers types de cancer de la bouche en Asie et leur relation avec l'usage consistant à mâcher certains produits. Toutefois, on tiendra compte de ce que l'Unité du cancer de l'OMS poursuit déjà des recherches sur ce sujet. Mais il conviendra d'identifier les constituants de ces produits qui pourraient être responsables des cancers.
- Des considérations du même ordre s'appliqueront aux études sur le lymphome africain chez l'enfant (lymphome de Burkitt) et les possibilités d'une origine virale. »[17]

### Nouvelle implantation

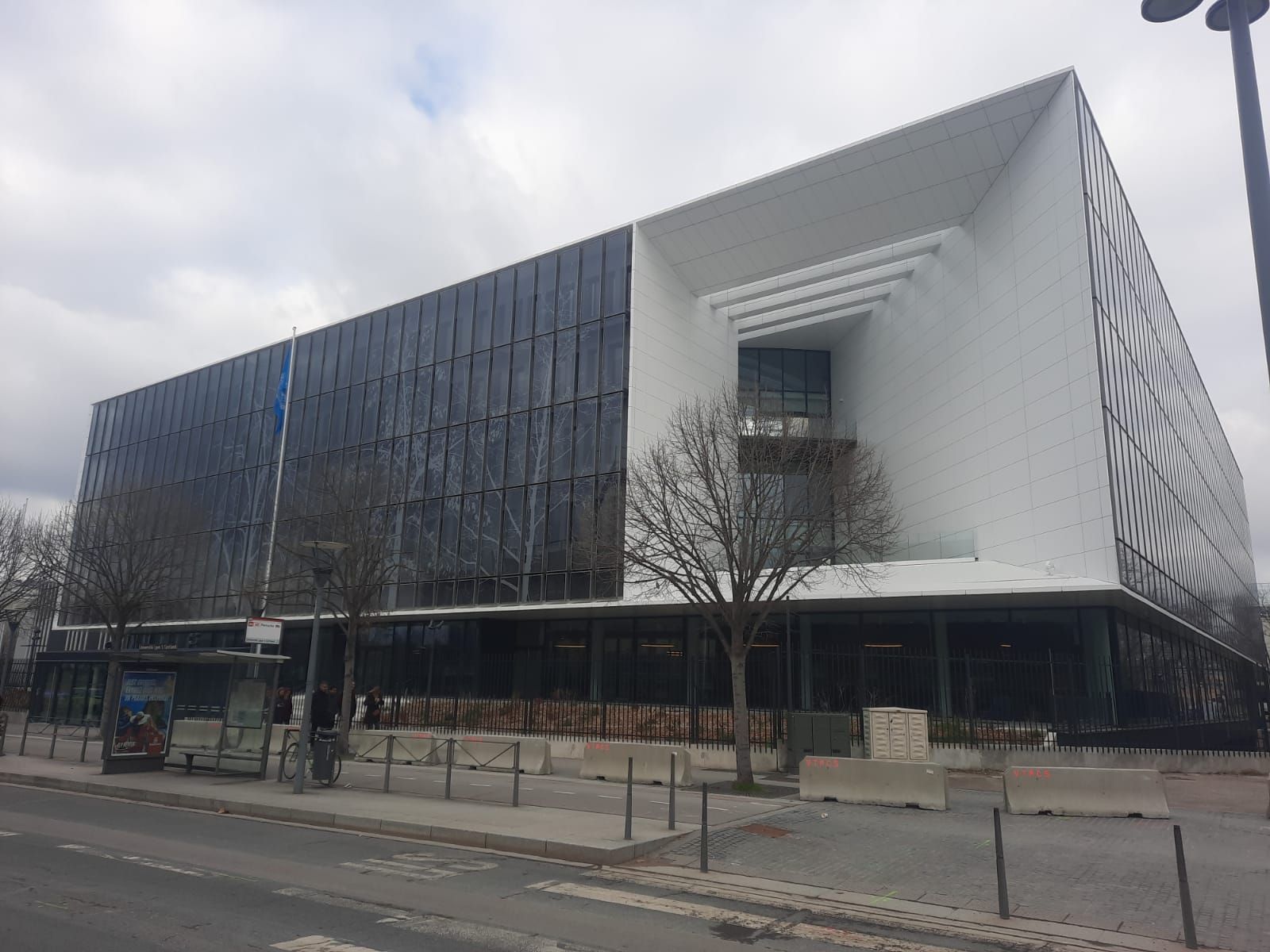
Vue du Nouveau Centre du CIRC à Lyon (France)

En décembre 2017, la Métropole de Lyon présente la nouvelle implantation du CIRC à Gerland prévue pour 2021, dans un nouveau bâtiment, plus grand, avec plus d'équipement notamment pour la biobanque du CIRC et plus proche du canceropôle de Lyon. Une convention entre les deux acteurs a été signée pour financer ce projet d'environ 52 millions d'euros, budget à la charge de la métropole à hauteur de 18 millions d'euros, de l'État français à hauteur de 17 millions d'euros, de la région Auvergne-Rhône-Alpes à hauteur de 13 millions d'euros et du CIRC à hauteur de 1,2 million d'euros. Le nouveau bâtiment est inauguré en mai 2023, pour un coût final de 60 millions d'euros.

## Rôle
Le rôle du CIRC est de diriger et de coordonner la recherche sur les causes du cancer (il n'est en principe pas impliqué dans la recherche sur des traitements contre le cancer). Il effectue également des études épidémiologiques sur l'incidence du cancer à travers le monde. Il publie une série de monographies sur les risques cancérogènes pour l'homme constitués par divers agents, mélanges et expositions.
Le Centre international de recherche sur le cancer n'intervient pas directement dans la mise en œuvre de mesures de lutte contre le cancer ni dans la conduite de recherches sur les traitements ou sur les soins à prodiguer aux patients. Le CIRC concentre ses activités sur l'élucidation du rôle des facteurs de risque liés au mode de vie et sur l'étude de leur interaction avec le fond génétique dans des études menées dans la population d'une part, et dans des modèles expérimentaux d'autre part. Comme l'explique le CIRC, « ceci reflète l'observation que la majorité des cancers sont, directement ou indirectement, liés à des facteurs environnementaux et sont donc en principe évitables ».
Plus de 320 personnes de 50 nationalités différentes travaillent en permanence au siège du CIRC, à Lyon. Une partie importante de la mission du Centre est l'éducation et la formation des chercheurs sur le cancer dans le monde entier.
Le CIRC joue un rôle important dans la description du fardeau du cancer dans le monde, par le suivi des variations géographiques et des tendances chronologiques de la maladie. La série des Cancer Incidence in Five Continents et le projet GLOBOCAN figurent parmi les publications clés du Centre. Le Centre s'efforce de mettre ses conclusions à la disposition du plus large public possible.

## Programme des monographies
Le programme des "Monographies du CIRC est un élément central des activités du CIRC, qui réunit des groupes d'experts pour évaluer les indications de la cancérogénicité d'expositions particulières. Les groupes de travail interdisciplinaires, composés d’experts scientifiques internationaux, examinent les études publiées et évaluent le degré de risque de cancérogénicité présenté par un agent. Les Monographies du CIRC identifient les facteurs environnementaux susceptibles d’accroître le risque de cancer chez l’homme (produits chimiques, mélanges complexes, expositions professionnelles, agents physiques et biologiques, et facteurs comportementaux). Les organismes de santé publique utilisent ensuite ces informations comme support scientifique dans leurs actions visant à prévenir l’exposition à ces cancérogènes potentiels.
Les principes, procédures et critères scientifiques qui guident l’évaluation sont décrits dans le Préambule aux Monographies du CIRC.
Au terme de l'évaluation, les agents, mélanges et expositions évaluées sont classées en cinq catégories, : 
- Catégorie 1 : - L'agent (le mélange) est cancérogène pour l'homme. Cette catégorie n'est utilisée que lorsqu'on dispose d'indications suffisantes de cancérogénicité pour l'homme.
- Groupe 2 - Cette catégorie comprend les agents, mélanges et circonstances d'exposition pour lesquels on a obtenu des indications de cancérogénicité pour l'homme presque suffisantes.
Le groupe 2 comporte deux sous-groupes : 
  - Catégorie 2A :  Lesdits agents, mélanges et circonstances d'exposition sont  probablement cancérogène pour l'homme. On fait appel à cette catégorie lorsque l'on dispose d'indications limitées de cancérogénicité chez l'homme et d'indications suffisantes de cancérogénicité chez l'animal de laboratoire. Dans certains cas, un agent (mélange) peut être classé dans cette catégorie lorsque l'on dispose d'indications insuffisantes de cancérogénicité pour l'homme et d'indications suffisantes de cancérogénicité pour l'animal de laboratoire et de fortes présomptions que la cancérogenèse s'effectue par un mécanisme qui fonctionne également chez l'homme. Exceptionnellement, un agent, un mélange ou une circonstance d'exposition peut être classé dans cette catégorie si l'on ne dispose que d'indications limitées de cancérogénicité pour l'homme.
  - Catégorie 2B : Lesdits agents, mélanges et circonstances d'exposition sont  peut-être cancérogène pour l'homme. Cette catégorie concerne les agents, mélanges et circonstances d'exposition pour lesquels on dispose d'indications limitées de cancérogénicité chez l'homme, et d'indications insuffisantes de cancérogénicité chez l'animal de laboratoire. On peut également y faire appel lorsque l'on dispose d'indications insuffisantes de cancérogénicité pour l'homme, mais que l'on dispose d'indications suffisantes de cancérogénicité pour l'animal de laboratoire. Dans certains cas, peuvent être classés dans ce groupe un agent, un mélange ou des circonstances d'exposition pour lesquels on a des indications insuffisantes d'une action cancérogène chez l'homme, mais pour lesquels on dispose d'indications limitées de cancérogénicité chez l'animal de laboratoire, corroborées par d'autres données pertinentes.
- Catégorie 3 : - L'agent (le mélange, les circonstances d'exposition) ne peut pas être classé quant à sa cancérogénicité pour l'homme. Cette catégorie comprend essentiellement les agents, les mélanges et les circonstances d'exposition pour lesquels les indications de cancérogénicité sont insuffisantes chez l'homme et insuffisantes ou limitées chez l'animal de laboratoire. On classe aussi dans cette catégorie les agents, mélanges et circonstances d'exposition qui ne correspondent à aucune des autres catégories.
- Catégorie 4 : - L'agent (le mélange) n'est probablement pas cancérogène pour l'homme. On classe ici les agents et mélanges pour lesquels on dispose d'indications suggérant une absence de cancérogénicité chez l'homme ainsi que chez l'animal de laboratoire. Une seule substance, le caprolactame, a été classée dans cette catégorie après évaluation de sa cancérogénicité par le CIRC. Cependant, depuis 2019, ce dernier a été reclassifié en catégorie 3[27].

Les conclusions du programme des monographies sont publiées en anglais sur le site du CIRC, et des résumés en français sont disponibles sur Cancer-environnement.
Le tableau des classifications du CIRC par localisations cancéreuses (agents cancérogènes avec indications suffisantes ou limitées chez l'Homme), issu des résultats du CIRC, est présenté de manière synthétique dans le tableau des agents cancérogènes, adapté des synthèses du CIRC. Le tableau en anglais est disponible sur le site du CIRC.

## Membres
Les cinq États fondateurs étaient :
- États-Unis
- France
- Italie
- Allemagne de l'Ouest puis  Allemagne
- Royaume-Uni

Ils ont par la suite été rejoints par 27 autres membres, dont trois se sont par la suite retirés définitivement, et un temporairement (le Brésil). Les États membres sont donc au nombre de 29 (en 2025).
| Pays                         | Entrée         | Entrée   | Entrée     | Retrait      | Retrait    |
| Pays                         | Date           | Demande  | Résolution | Date         | Résolution |
| ---------------------------- | -------------- | -------- | ---------- | ------------ | ---------- |
| Australie                    | septembre 1965 |          | GC/1/R1    |              |            |
| Union soviétique puis Russie | septembre 1965 |          | GC/1/R2    |              |            |
| Israël                       | avril 1966     |          | GC/2/R1    | octobre 1971 | GC/9/R11   |
| Pays-Bas                     | avril 1967     |          | GC/3/R1    |              |            |
| Belgique                     | octobre 1970   |          | GC/8/R10   |              |            |
| Japon                        | mai 1972       |          | GC/10/R1   |              |            |
| Suède                        | mai 1979       |          | GC/18/R1   |              |            |
| Canada                       | janvier 1982   |          | GC/22/R1   |              |            |
| Finlande                     | avril 1986     |          | GC/27/R1   |              |            |
| Norvège                      | avril 1987     |          | GC/28/R1   |              |            |
| Danemark                     | mai 1990       |          | GC/31/R1   |              |            |
| Suisse                       | mai 1990       |          | GC/31/R2   |              |            |
| Argentine                    | mai 1998       |          | GC/39/R1   | mai 2001     | GC/42/R3   |
| Brésil                       | mai 1998       |          | GC/39/R2   | mai 2001     | GC/42/R4   |
| Espagne                      | mai 2003       |          | GC/44/R1   |              |            |
| Inde                         | mai 2006       |          | GC/48/R1   |              |            |
| Corée du Sud                 | mai 2006       |          | GC/48/R2   |              |            |
| Irlande                      | mai 2007       | GC/49/5  | GC/49/R2   |              |            |
| Autriche                     | mai 2008       | GC/50/15 | GC/50/R18  |              |            |
| Turquie                      | mai 2011       | GC/53/19 | GC/53/R22  | mai 2019     | GC/61/R17  |
| Brésil                       | mai 2013       | GC/55/17 | GC/55/R1   |              |            |
| Qatar                        | mai 2013       | GC/55/19 | GC/55/R2   |              |            |
| Maroc                        | mai 2015       | GC/57/19 | GC/57/R1   |              |            |
| Iran                         | mai 2018       | GC/60/20 | GC/60/R1   |              |            |
| Hongrie                      | mai 2019       | GC/61/18 | GC/61/R1   |              |            |
| Chine (refus)                | mai 2020       | GC/62/21 | GC/62/R2   |              |            |
| Chine                        | mai 2021       | GC/63/2  | GC/63/R1   |              |            |
| Arabie saoudite              | mai 2024       |          | [ 34 ]     |              |            |
| Égypte                       | mai 2024       |          | [ 35 ]     |              |            |

## Gouvernance
L'organe principal du CIRC est le conseil de direction, composé des représentants de ses États participants et du directeur général de l'Organisation mondiale de la santé. Il est chargé de superviser la politique générale de l'organisation et désigne le directeur pour un mandat de cinq ans.
Le conseil scientifique est composé de personnalités scientifiques choisies en fonction de leurs compétences techniques dans le domaine de la recherche sur le cancer et les domaines connexes. Ils sont nommés en qualité d’experts et non de représentants des États participants.

### Directeurs
| Période     | Nom                  | Pays        |
| ----------- | -------------------- | ----------- |
| 1966-1981   | John Higginson       | Royaume-Uni |
| 1982-1993   | Lorenzo Tomatis (en) | Italie      |
| 1994-2003   | Paul Kleihues        | Allemagne   |
| 2004-2008   | Peter Boyle          | Royaume-Uni |
| 2009-2018   | Christopher Wild     | Royaume-Uni |
| Depuis 2019 | Elisabete Weiderpass | Brésil      |

## Moyens

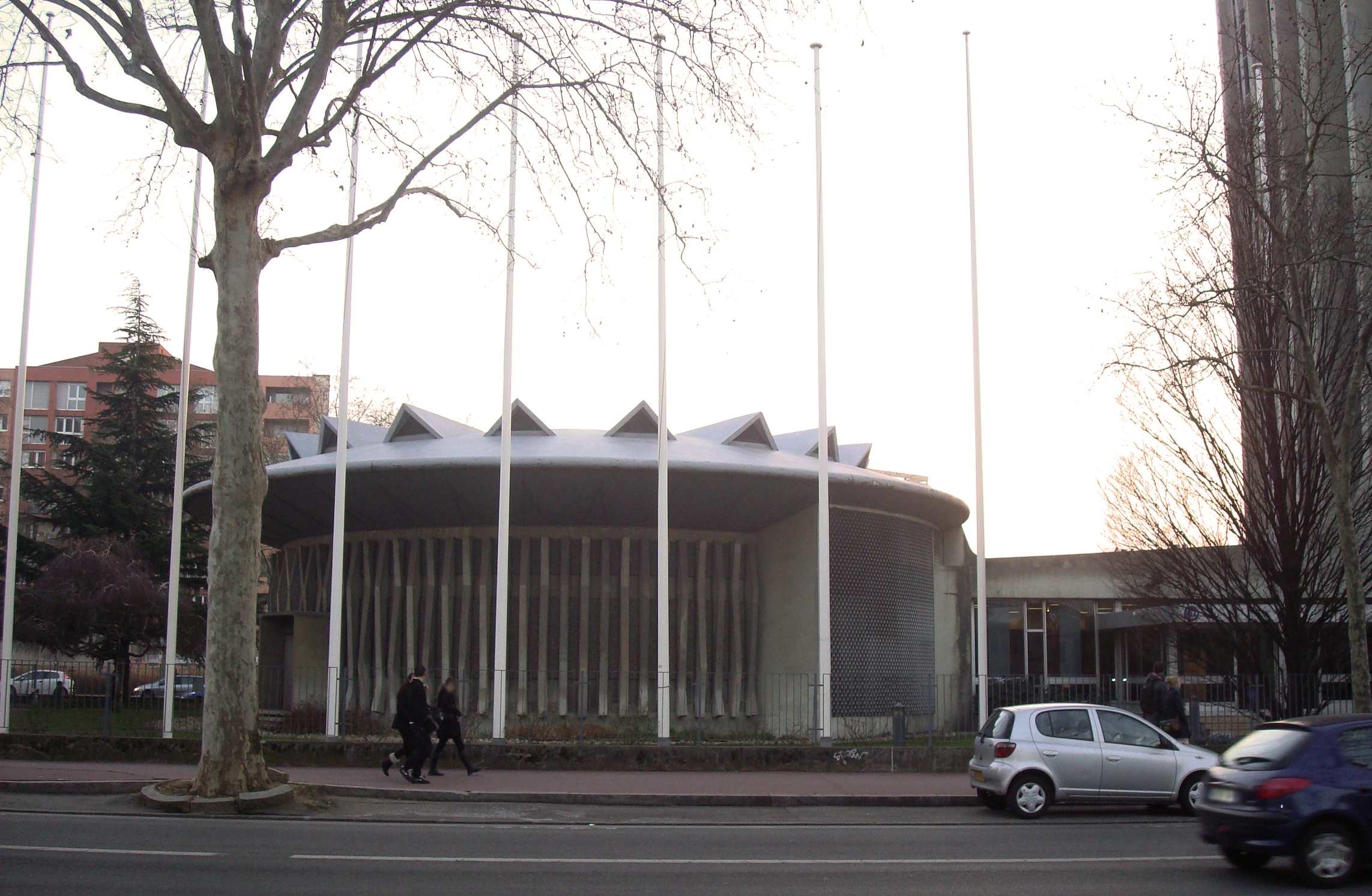
Amphithéâtre de l'ancien siège du 8e arrondissement).

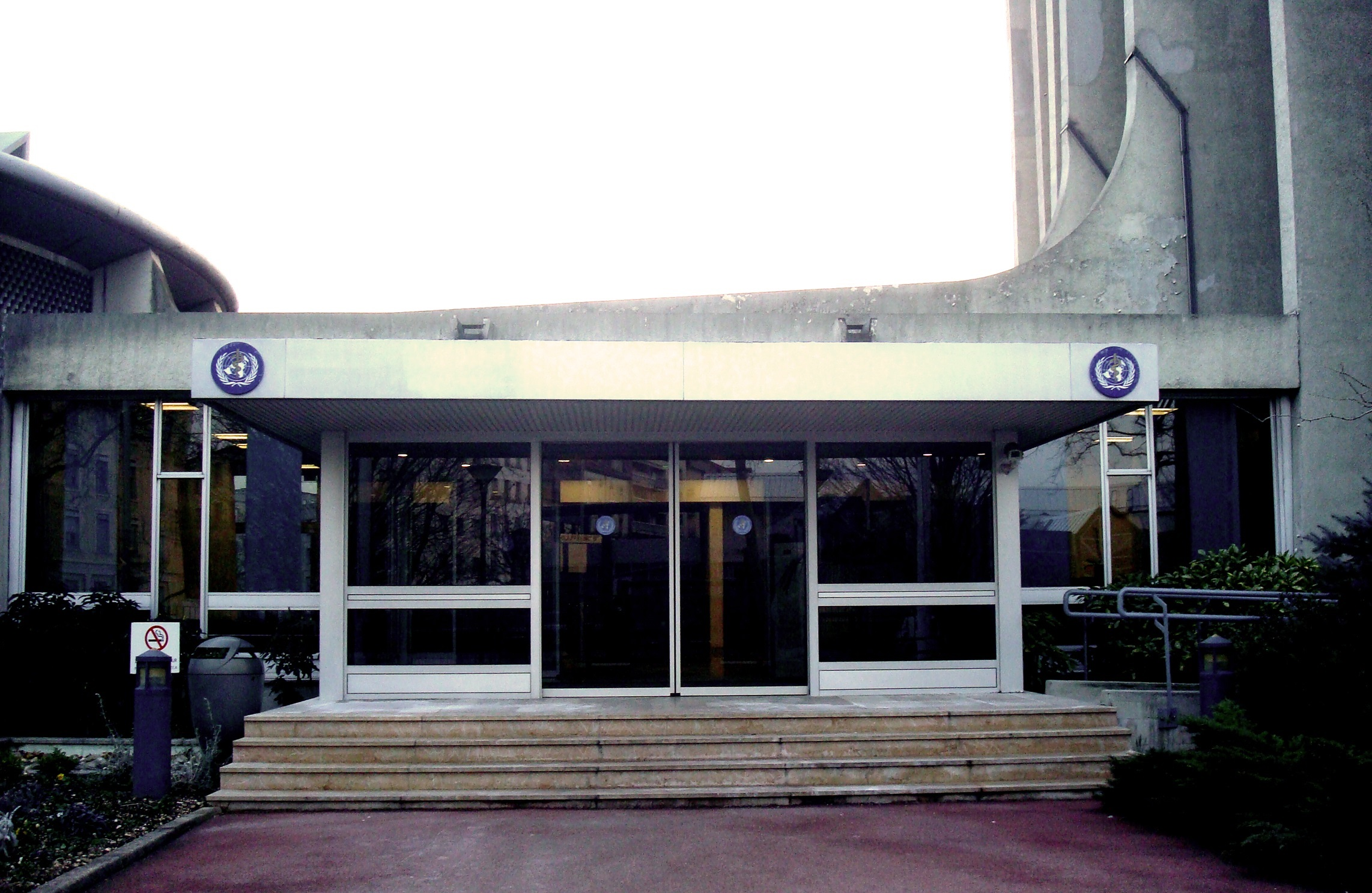
Entrée de l'ancien siège du 8e arrondissement).

Le CIRC dispose d'un personnel d'environ 200 membres à son siège à Lyon, auxquels viennent s'ajouter plusieurs centaines de chercheurs en visite et les stagiaires.
Son  budget biennal voté en mai 2015 est de 43,4 millions d'euros[réf. souhaitée]. Ce budget alloué par l'Organisation mondiale de la santé ne représente qu'une partie des ressources du centre, en effet un tiers de ses dépenses sont couvertes par des dons provenant de la Commission européenne, du NIH (National Institutes of Health) de la fondation Bill-et-Melinda-Gates et de différentes agences françaises comme l'ANSES, ARC, CLARA, FINOVI et la Fondation de France.
Le secrétariat est l'organe administratif et technique du centre. Il se compose du directeur et du personnel technique et administratif. Le directeur du CIRC est élu et est responsable devant le Conseil de direction. Il est responsable de l'élaboration et de la mise en œuvre du programme scientifique et supervise le fonctionnement quotidien du centre.
Selon la journaliste Stéphane Horel, le CIRC est la seule institution a appliquer strictement une politique visant à éliminer les conflits d'intérêts, en excluant depuis 2005 les scientifiques ayant un « conflit d'intérêts réel ou apparent » des groupes d'experts chargés des monographies sur les causes des cancers.

## Polémique
En mars 2015, en classant le glyphosate, herbicide le plus utilisé dans le monde, comme « probablement cancérogène » pour l'homme (groupe 2A), le CIRC suscite un débat intense à travers le monde, notamment autour de l'autorisation de renouvellement de son autorisation en Europe. Un document confidentiel de Monsanto indique que l'entreprise a prévu d'« orchestrer le tollé contre la décision du CIRC ». Un cabinet d'e-réputation, Avisa Partners, est mandaté pour écrire de faux-articles dénigrant le CIRC.
Une polémique éclate ainsi autour du rôle joué par le docteur Portier dans les travaux du groupe d'expert chargé de mettre à jour la fiche concernant le glyphosate.
Le classement du glyphosate comme « probablement cancérogène » est fondé sur des résultats d'études conduites in vitro et in vivo. Selon Reuters, la comparaison d'un brouillon auquel ils ont eu accès et du rapport final du CIRC montre que plusieurs passages qui entraient en contradiction avec la conclusion finale ont été modifiés ou supprimés au cours du processus de délibération puis de rédaction. L'agence de presse estime aussi que, contrairement à d'autres agences d'évaluation, le CIRC documente très peu son processus d'analyse. Des données en faveur et en défaveur de l'hypothèse de la cancérogénicité du glyphosate, dont disposait Aaron Blair, qui présidait le comité d'évaluation du CIRC, n'ont pas été prises en compte car elles n'étaient pas publiées au moment de l'évaluation,. Des accusations de conflit d'intérêts ont par ailleurs été portées à l'encontre de Christopher Portier, toxicologue invité par le CIRC à assister à la réunion qui a conduit au classement du glyphosate comme cancérigène probable. Ce chercheur a en effet signé un contrat avec une société juridique qui défendait des personnes atteintes de cancer, peu après le classement du CIRC ; il conseillait déjà cette société au moment de l'évaluation du CIRC, mais selon lui sur une affaire différente,.
Le Monde estime que ces accusations s'intègrent dans le cadre d'une « campagne de dénigrement » contre ce chercheur. Un observateur de Monsanto, également invité à assister à la réunion, écrit dans un mémo daté de mars 2015 que « La réunion s'est déroulée en conformité avec les procédures du CIRC. Le Dr Kurt Straif, le directeur des monographies, a une connaissance intime des règles en vigueur et a insisté pour qu'elles soient respectées ». Le CIRC explique par ailleurs que le caractère possiblement non neutre du Dr Portier était connu par les membres du CIRC en raison de son engagement auprès d'une association luttant contre les pesticides, l'Environmental Defense Fund, si bien qu'il n'a pas pu « participer aux discussions ayant conduit à l'évaluation [du glyphosate] » et donc influencer la décision des experts. Les accusateurs de Portier affirment qu'il s'était engagé à cacher ses liens avec l'entreprise juridique, mais, selon Le Monde, « la réalité est tout autre ». Il n'était pas supposé divulguer le contenu de son travail, mais pouvait faire mention de ses liens avec l'entreprise, ce qu'il a fait à plusieurs reprises, dans un article signé avec d'autres scientifiques, dans une lettre adressée à la Commission européenne, et en préambule d'une audition auprès du Parlement européen. Le quotidien d'information économique Les Échos présente également Christopher Portier comme un « simple observateur » et accuse Monsanto de se livrer à « une véritable campagne de désinformation » depuis 1984 pour éviter que son produit soit classé comme cancérogène.